# Anna Ekström

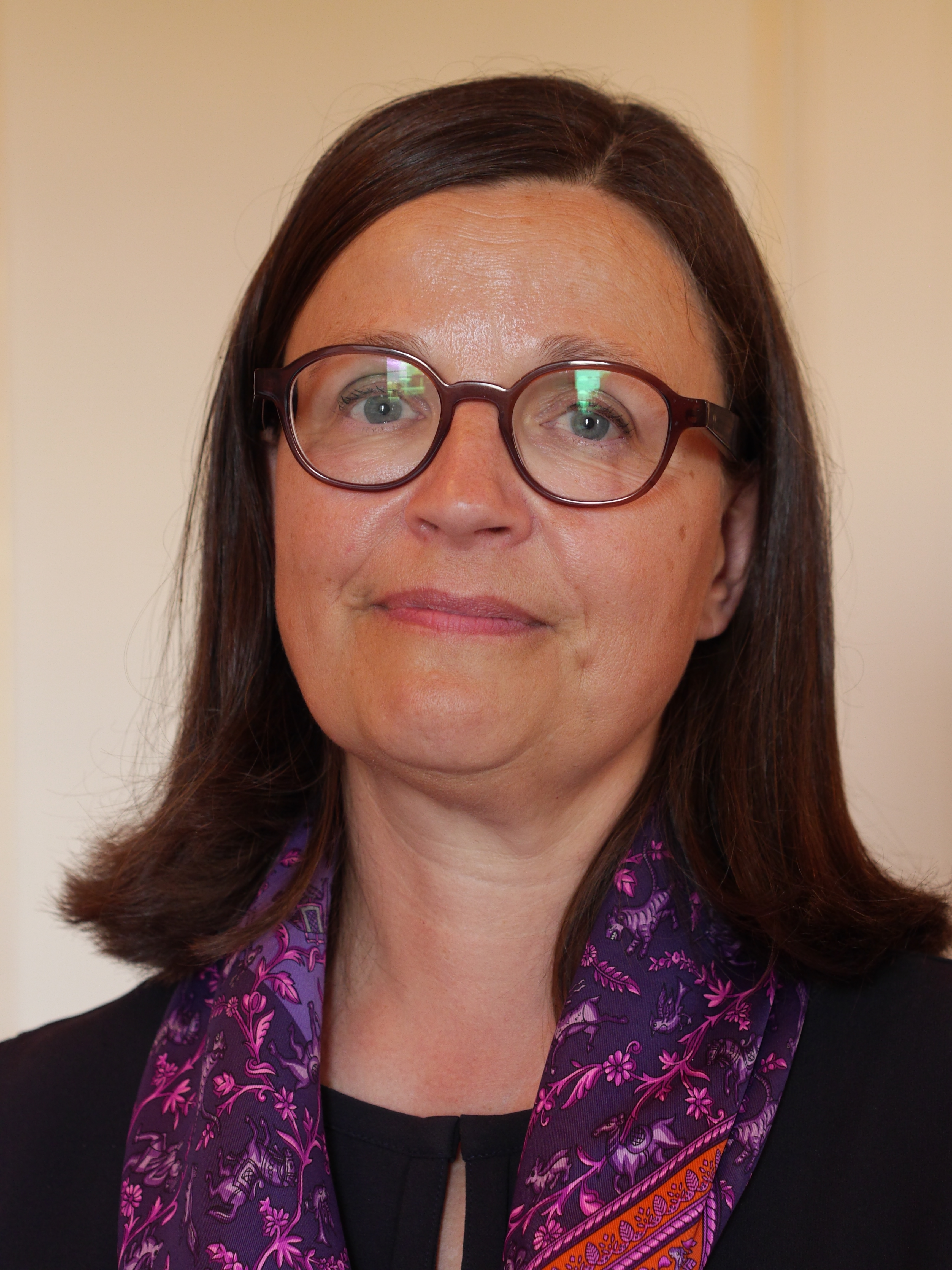
Anna Ekström (2016)

Anna Ekström (* 23. Juni 1959) ist eine schwedische Politikerin (SAP) und Ministerin für gymnasiale Bildung und Weiterbildung in den Regierungen Löfven I, Löfven II, Löfven III sowie in der Regierung Andersson.

## Leben
Ekström studierte Geschichte und Rechtswissenschaft an der Universität Stockholm. Ab 1988 arbeitete sie am Tingsrätt Huddinge und am schwedischen Arbeitsgericht. 1996 wechselte sie in den Stab des damaligen Ministerpräsidenten Göran Persson. 1998 wurde sie Staatssekretärin im Arbeitsministerium. Von 1999 bis 2001 war sie als Staatssekretärin im Wirtschaftsministerium tätig. 2001 wurde sie Vorstand des Gewerkschaftsbundes Sveriges Akademikers Centralorganisation. Anschließend leitete sie von 2011 bis 2016 das Skolverket.
Nach Angaben der Journalistin Anita Kratz war Ekström bereits 2006 als Arbeitsministerin in der Allianz-Regierung von Fredrik Reinfeldt im Gespräch. Ekström selbst hatte sich zu dieser Frage nicht geäußert. 2016 wurde sie schließlich Ministerin für gymnasiale Bildung und Weiterbildung in der rot-grünen Regierung von Stefan Löfven, nachdem Aida Hadžialić zurückgetreten war.